# Protestas en Georgia de 2007
Las protestas en Georgia de 2007 fueron una serie de manifestaciones que alcanzaron su punto máximo el 2 de noviembre de 2007, cuando entre 40 000 y 50 000 se manifestaron en el centro de Tiflis, la capital de Georgia. La gente protestó contra el gobierno supuestamente corrupto del presidente Mijeíl Saakashvili. Las protestas provocadas por la detención del político georgiano Irakli Okruashvili por cargos de extorsión, lavado de dinero y abuso de poder durante su mandato como ministro de Defensa del país, fueron organizadas por el Consejo Nacional, una coalición ad hoc de diez partidos de oposición, y financiado por el magnate de los medios Badri Patarkatsishvili. Las manifestaciones ocurrieron tanto en septiembre como en noviembre de 2007 e inicialmente fueron en gran parte pacíficas. Las protestas fueron cuesta abajo el 6 de noviembre de 2007, pero se tornaron violentas al día siguiente cuando la policía, usando tácticas de mano dura, incluyendo gas lacrimógeno y cañones de agua, desbloqueó la avenida Rustaveli, el bulevar principal de Tiflis, desalojó a los manifestantes del territorio adyacente a la Cámara. del Parlamento, e impidió que los manifestantes reanudaran las protestas. El gobierno acusó a los servicios secretos rusos de estar involucrados en un intento de golpe de Estado y declaró el estado de emergencia a nivel nacional ese mismo día, que duró hasta finales del 16 de noviembre de 2007.
El 8 de noviembre de 2007, el presidente Saakashvili anunció su compromiso para celebrar elecciones presidenciales anticipadas el 5 de enero de 2008. También propuso celebrar un referéndum en paralelo a las elecciones presidenciales anticipadas sobre cuándo realizar las elecciones parlamentarias, en primavera, según lo impulsaron los partidos de oposición, o a finales de 2008.
Se dice que ha sido la peor crisis política en Georgia desde la Revolución de las Rosas que llevó al gobierno de Saakashvili al poder en primer lugar.

## Antecedentes
Georgia en 2003 experimentó un cambio de liderazgo que vio la llegada al poder de Mijeíl Saakashvili en 2004. Saakashvili, un abogado capacitado en Estados Unidos y defensor acérrimo de una integración más estrecha con la OTAN y la Unión Europea, instituyó reformas que hicieron que el PIB de la nación se triplicara y la corrupción cayera desde que asumió el cargo. En 2006, el Banco Mundial nombró a Georgia como el principal reformador del mundo. A pesar del progreso, una parte significativa de la población de Georgia todavía vive por debajo del umbral de pobreza y Georgia es uno de los países más pobres de la CEI. Los ingresos crecientes se compensan con el aumento de la inflación; las reformas económicas radicales y la represión del mercado negro dejaron a miles de desempleados; y desde las reformas, muchos georgianos tienen que pagar impuestos y facturas de servicios públicos en su totalidad. Aunque el gobierno de Saakashvili ha declarado la guerra a la corrupción, sus críticos alegan corrupción en el propio equipo de Saakashvili, incluido su tío, el empresario Temur Alasania, y varios ministros. Los opositores dicen que las autoridades utilizan la aplicación selectiva de la ley para marginar a los opositores políticos y acusan a Saakashvili de un gobierno autoritario. El gobierno también ha sido objeto de críticas debido al uso de mano dura de la policía contra los disturbios en la prisión de 2006, así como por el caso de asesinato que involucra a agentes de policía.
Saakashvili también heredó los problemas de las repúblicas separatistas no reconocidas respaldadas por Rusia de Abjasia y Osetia del Sur, que se separaron de Georgia a principios de la década de 1990. En el momento de las manifestaciones, eran independientes de facto pero parte de iure de Georgia. Saakashvili había incluido en su agenda reincorporarlos por medios pacíficos. Otros dentro del gobierno de Saakashvili, como el ministro de Defensa Irakli Okruashvili, habían estado presionando por una solución militar para estas repúblicas de facto.
Saakashvili reasignó la cartera de Okruashvili de Defensa al Ministro de Economía en noviembre de 2006. Se creía que la reasignación se debió a la postura agresiva de Okruashvili sobre los conflictos secesionistas. Okruashvili posteriormente renunció a su cargo.
El 25 de septiembre de 2007, anunció la formación del nuevo Movimiento de oposición por Georgia Unida y desató críticas contra el presidente Saakashvili, acusándolo de corrupción, incompetencia y violaciones de derechos humanos. También planteó nuevas preocupaciones sobre la muerte de Zurab Shvania, desafiando el punto de vista de la investigación oficial y acusó personalmente al presidente georgiano de planear el asesinato del empresario Badri Patarkatsishvili.

## Cronología

### 28 de septiembre de 2007
Las protestas comenzaron el 28 de septiembre de 2007. No se informaron problemas importantes en la manifestación, a excepción de algunas peleas menores entre los manifestantes y la policía cuando los manifestantes salieron a la avenida Rustaveli, bloqueando la vía principal de Tiflis frente al parlamento. Los manifestantes exigían elecciones anticipadas, más responsabilidad y honestidad en la política. La manifestación, que se llevó a cabo apenas un día después de arresto de Okruashvili, atrajo aproximadamente entre 10 y 15 mil manifestantes, lo que la convirtió, en ese momento, en la manifestación más grande desde la Revolución de las Rosas. Algunos notaron la habilidad y la rapidez inusual en la forma en que se organizaron estas protestas.
La manifestación fue organizada por una alianza de los principales partidos de la oposición con la excepción del Partido Nuevos Derechos (NRP) que no participó en la manifestación afirmando que "no era el camino de un templo a otro, es un sustituto de un líder con otro".

#### Los comentarios de Okruashvili
Anteriormente, el exministro de Defensa georgiano y crítico desde hace mucho tiempo de la política de Moscú hacia Georgia, Irakli Okruashvili, arremetió contra su expresidente asociado Mijeíl Saakashvili. Okruashvili había sido despedido por el presidente, en noviembre de 2006, de su puesto de Ministro de Defensa presuntamente bajo presión de Occidente en septiembre de 2006.
En la presentación de su partido Movimiento por Georgia Unida, acusó a Saakashvili de corrupción, cabildeo de los intereses de su propia familia, debilidad hacia los separatistas en Abjasia y Osetia del Sur, y falta de moral. Okruashvili también afirmó que el gobierno georgiano había ocultado intencionalmente las verdaderas razones detrás de la muerte del ex primer ministro Zurab Shvania. Shvania había muerto mientras era Primer Ministro en febrero de 2005. Okruashvili dijo que el cadáver de Shvania había sido llevado al apartamento donde lo encontraron muerto.
Okruashvili se retractó de sus declaraciones y admitió los cargos presentados en su contra el 8 de octubre de 2007 por televisión, pero luego dijo que hizo las declaraciones debido a que estaba "presionado psicológicamente".
Okruashvili abandonó Georgia alrededor del 1 de noviembre de 2007. Posteriormente dijo que se vio obligado a exiliarse; el gobierno dijo que se fue a buscar tratamiento médico. En abril siguiente, el gobierno de Francia le concedió asilo político. En septiembre de 2008, un tribunal francés rechazó la solicitud de extradición de Georgia. Okruashvili ha sido descrito como "un candidato probable para reemplazar a Saakashvili, siempre y cuando la opinión pública georgiana se vuelva contra el presidente".

#### Repuesta gubernamental

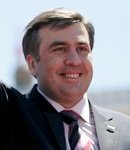
Mijeíl Saakashvili, presidente de Georgia

El regreso político de Okruashvili y su arresto coincidieron con la visita de Saakashvili a la ciudad de Nueva York, donde se dirigió a la Asamblea General de la ONU y criticó duramente la participación de Rusia en los territorios separatistas de Georgia Mientras tanto, Giga Bokeria, un miembro influyente del Parlamento de Georgia del partido gobernante Movimiento Nacional Unido, dijo al expresar acusaciones asombrosas pero infundadas que Okruashvili quería "crear algún tipo de inmunidad y estatus intocable". El 29 de septiembre, el presidente Saakashvili se dirigió a la Alta Abjasia, donde asistió a la inauguración de una nueva carretera que unía las zonas controladas por los georgianos en la separatista Abjasia con la propia Georgia. Hizo sus primeros comentarios sobre las acusaciones de Okruashvili:

Quiero decirte que personalmente para mí es muy difícil lo que ha hecho Okruashvili. Estoy acostumbrado a las acusaciones que se me hacen a mí y a mis familiares. Pero esta persona [Okruashvili] - a diferencia de esas personas, que simplemente creyeron o hicieron acusaciones - sabe precisamente que es una mentira.

### 2 de noviembre de 2007

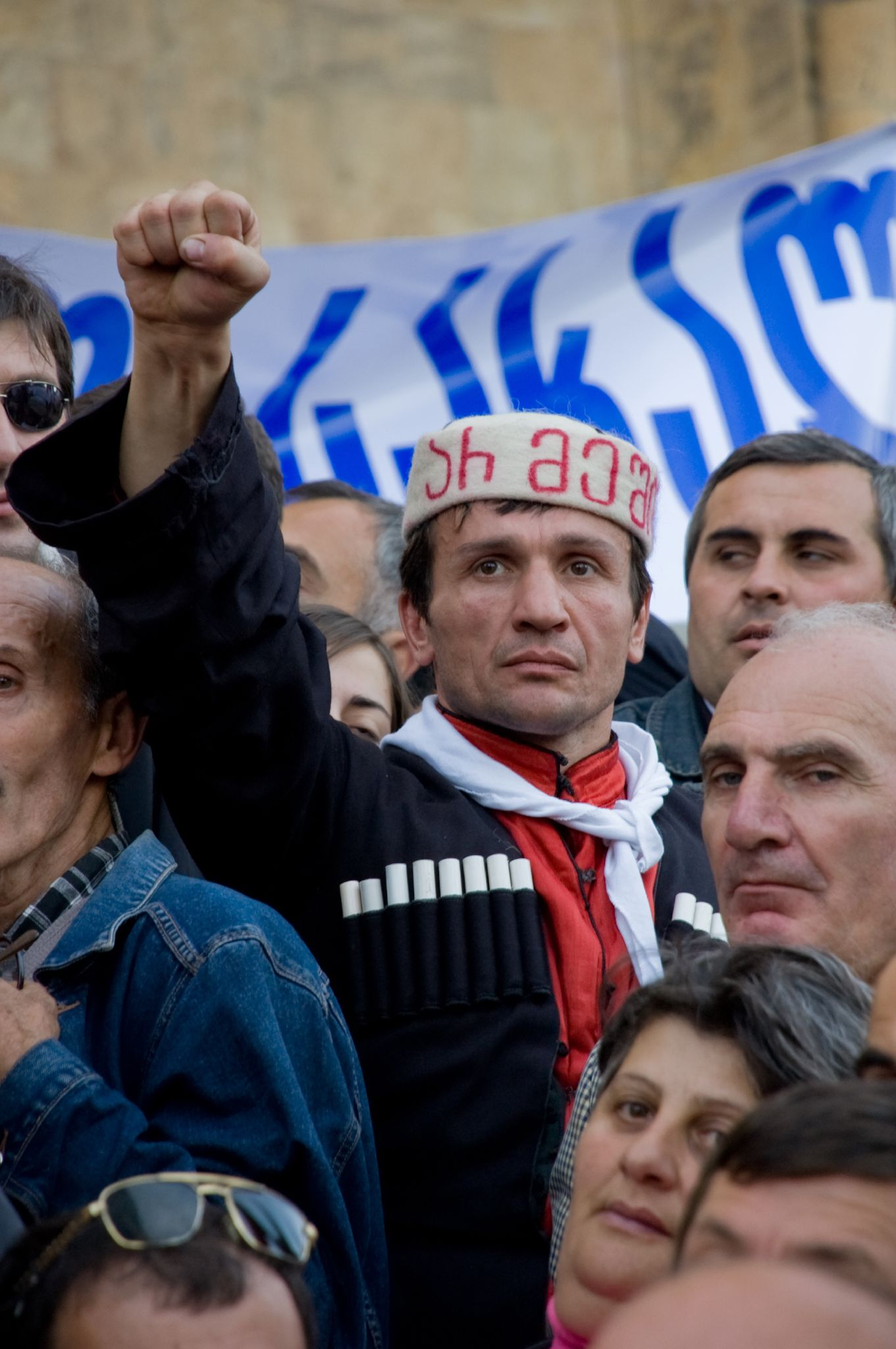
Protestas de la oposición en Tiflis el 2 de noviembre de 2007. La inscripción dice "No tengo miedo" (georgiano).

El 2 de noviembre de 2007, decenas de miles de georgianos protestaron frente al parlamento en la capital, Tiflis, instando al presidente Mijeíl Saakashvili a dimitir. La multitud también pidió elecciones parlamentarias anticipadas. Acusaron a Saakashvili de encabezar un gobierno corrupto y autoritario y querían que fuera derrocado democráticamente.
Las protestas continuaron en los días siguientes; una declaración televisada de Okruashvili fue vista como un apoyo a la oposición.
Veintitrés agentes del orden resultaron heridos y 21 personas fueron arrestadas durante los disturbios.
Imágenes de televisión mostraban a algunos manifestantes arrojando piedras a los policías antidisturbios. Fueron dispersados por la policía por segunda vez.
Dos estaciones de televisión independientes favorables a la oposición dejaron de emitirse después de que Badri Patarkatsishvili declarara que "nadie debería dudar de que todos mis esfuerzos, mis recursos financieros, incluido el último tetri, se aplicarán para liberar a Georgia del régimen fascista". Se vio a agentes de policía con máscaras y rifles de asalto sellando la oficina de Imedi TV. Poco después, Mijeíl Saakashvili declaró un estado de emergencia en toda Georgia que duraría 15 días. Como resultado, los programas de noticias en todas las estaciones de televisión privadas se cerrarán durante 15 días. La emisora pública de Georgia (GPB), financiada con fondos públicos, siguió siendo la única emisora autorizada a proporcionar cobertura de noticias.
El 8 de noviembre, un grupo de estudiantes se reunió en la Universidad Estatal de Batumi para protestar contra lo que consideraban la violencia policial que había ocurrido el día anterior. Según testigos presenciales entrevistados por Human Rights Watch, "la policía atacó al grupo sin previo aviso, persiguiendo y golpeando a los manifestantes que intentaban huir". Holly Cartner, Directora Ejecutiva de la División de Europa y Asia Central de Human Rights Watch condenó lo que describió como "ataques policiales contra manifestantes pacíficos".
Pronto, la oposición de Georgia anunció la suspensión de las protestas contra el gobierno en Tiflis. La mayoría de los partidos de la oposición elogiaron la decisión del presidente Saakashvili como el primer paso para poner fin al enfrentamiento político y acordaron las negociaciones con Nino Buryanadze, la presidenta parlamentario.
Para el 9 de noviembre de 2007, la policía antidisturbios y las tropas se habían retirado de los principales lugares de los disturbios del 7 de noviembre. El mismo día, Ilia II, Patriarca Católico de la Iglesia Ortodoxa de Georgia se reunió por separado con Nino Buryanadze y los líderes de la oposición y dijo que estaba dispuesto a mediar entre la oposición y las autoridades.

#### Repuesta gubernamental

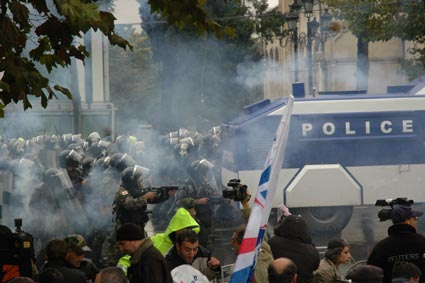
Los manifestantes chocan con la policía antidisturbios el 7 de noviembre de 2007.

Saakasvili comentó los enfrentamientos diciendo: "Hemos estado escuchando durante los últimos meses que se esperaban disturbios en Georgia para el otoño. Hemos estado recibiendo esta información de nuestra inteligencia" y ese "gobierno alternativo ya se ha establecido en Moscú".
El primer ministro Zurab Nogaideli dijo que se hizo un intento de golpe.
El 7 de noviembre, el Ministerio del Interior de Georgia publicó material de audio y video grabado que pretendía mostrar a algunos líderes de la oposición: Levan Berdzenishvili del Partido Republicano, Giorgi Khaindrava del grupo de oposición Instituto por la Igualdad, Konstantine Gamsakhurdia, líder del Movimiento por la Libertad y Shalva Natelashvili, la líder del Partido Laborista, cooperando con el servicio de contrainteligencia ruso durante una reunión con tres diplomáticos rusos.
Gigi Ugulava, alcalde de Tiflis, defendió la acción de la policía y dijo: "Estaba escuchando a uno de los líderes de la oposición que decía con orgullo que planeaban montar tiendas de campaña y montar una ciudad de tiendas de campaña en Tiflis. Lo que hicimos fue detener esto porque es la voluntad de la gente no tener una ciudad de tiendas de campaña en Tiflis".

#### Críticas a las acciones gubernamentales

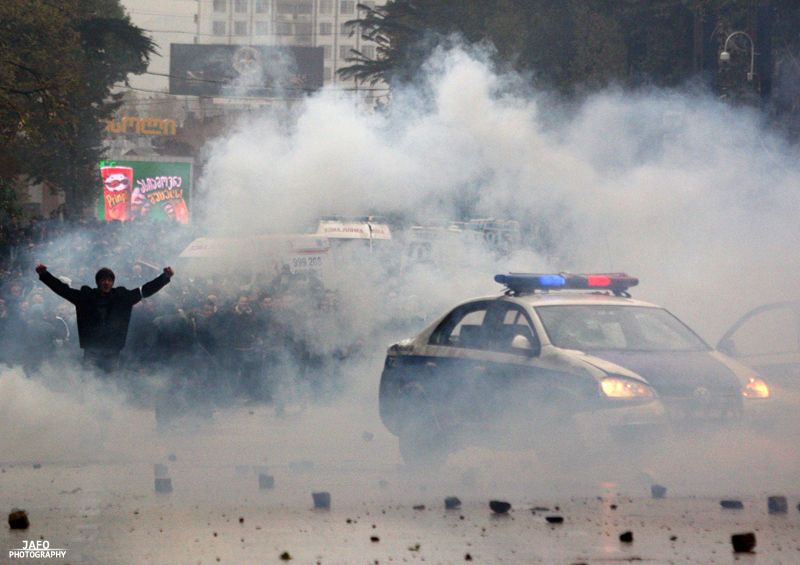
Enfrentamientos en Tiflis el 7 de noviembre de 2007.

Los líderes de la oposición, las ONG y el defensor público de Georgia han criticado duramente las acciones del gobierno. La policía fue acusada de excesos y se alegó que grupos de civiles organizados[cita requerida] también participaron en la represión de los manifestantes. Se informó de detenciones ilegales, palizas e intimidaciones. Se han expresado preocupaciones sobre la práctica generalizada de intervenir conversaciones telefónicas privadas. El gobierno ha sido acusado de control mediático.[cita requerida] En diciembre de 2008, Sozar Subari, defensor público (Ombudsman) de Georgia, afirmó que tenía pruebas de que el entonces Ministro del Interior de Georgia, Vano Merabishvili, había ordenado a la policía que golpeara a los manifestantes, "principalmente en los riñones y el estómago". En su testimonio ante el Parlamento de Georgia, Subari afirmó que poseía pruebas de que el ministro de Defensa Davit Kezerashvili, el Ministro de Justicia Zurab Adeishvili y Davit Akhalaia habían tenido una reunión secreta en la oficina del Ministerio del Interior el 4 de noviembre de 2007 donde habían decidido el curso de acción para manejar las manifestaciones:
“El ministro del Interior ordenó que se golpeara a los manifestantes principalmente en los riñones y el estómago, o en la cara solo cuando fuera necesario. El ministro del Interior también dijo en la reunión que ni un solo participante en la acción debe escapar invicto para darles una lección para el futuro".

### 25 de noviembre de 2007
El 25 de noviembre de 2007, miles de manifestantes realizaron una manifestación pacífica de tres horas para exigir la reapertura de las estaciones de radio y televisión Imedi. La protesta, organizada por una coalición de oposición de nueve partidos, se reunió en un área llamada Rike en Tiflis y luego se trasladó al frente del Parlamento.

## Reacción internacional
Estados Unidos - Estados Unidos acogió con satisfacción la decisión del gobierno georgiano de celebrar elecciones presidenciales anticipadas, al tiempo que instaba a poner fin al estado de emergencia y restaurar todas las transmisiones de los medios. El 13 de noviembre de 2007, Matthew Bryza, subsecretario adjunto de Estado para Asuntos Europeos y principal enviado de Estados Unidos al Cáucaso, dijo a los reporteros que estaría muy sorprendido si hubiera habido una amenaza real de Rusia para desestabilizar a Georgia.
 Rusia - El Ministerio de Relaciones Exteriores de Rusia rechazó las acusaciones de Saakashvili de respaldar la manifestación de la oposición calificándola de "provocación irresponsable" diseñada por las autoridades georgianas para distraer la atención de los problemas internos y culparlos a un chivo expiatorio extranjero. Posteriormente emitió una declaración en la que criticaba duramente al gobierno de Georgia por la anarquía policial, las detenciones de líderes de la oposición y activistas de derechos humanos, la prohibición de las actividades de los medios de comunicación independientes y las golpizas a periodistas extranjeros.
 Suecia - El ministro de Relaciones Exteriores, Carl Bildt, dijo que el 7 de noviembre fue un "día muy oscuro para Georgia", pero elogió la decisión de celebrar elecciones presidenciales anticipadas, y agregó que ahora todos los partidos deben "volver al camino democrático. Esta es también una manera de abordar la propaganda simplista que actualmente es blasonada en el extranjero por el gran vecino del norte (Rusia) (…) y de asegurar la estabilidad a largo plazo en el país". Carl Bildt, que se reunió con el presidente Saakashvili en Tiflis el 2 de noviembre, ha dicho repetidamente que: "Apoyar y ayudar a las jóvenes democracias (en Europa del Este) (…) es algo que nosotros (Europa) debemos hacer".
 Organización de las Naciones Unidas - Louise Arbour, Alta Comisionada de las Naciones Unidas para los Derechos Humanos, reprendió a Georgia por su "uso desproporcionado de la fuerza" contra los manifestantes y dijo que debe defender los derechos fundamentales incluso en un estado de emergencia. En un comunicado, también expresó su apoyo al defensor público de Georgia y expresó su preocupación por el silenciamiento de las estaciones de televisión independientes en la ex república soviética.
 Organización del Tratado del Atlántico Norte - El secretario general Jaap de Hoop Scheffer, en un comunicado el 8 de noviembre de 2007, dijo que "la imposición de la Regla de Emergencia y el cierre de los medios de comunicación en Georgia, un socio con el que la Alianza mantiene un diálogo intensificado, son motivo de especial preocupación y no en consonancia con los valores euroatlánticos".
 Unión Europea - El jefe de política exterior de la UE, Javier Solana, instó a ambas partes a la moderación y dijo que "las diferencias políticas deben resolverse dentro de las instituciones democráticas".
Human Rights Watch - El 20 de diciembre de 2007, Human Rights Watch publicó un informe de 102 páginas, titulado Crossing the Line: Georgia's Violent Dispersal of Protestors and Raid on Imedi Television, criticando lo que consideró un "uso excesivo de la fuerza" por parte del Gobierno contra los manifestantes y la redada de la policía en Imedi TV.

## Consecuencias

### Fin de la crisis
El 8 de noviembre de 2007, Saakashvili anunció que estaba planeando elecciones presidenciales anticipadas para el 5 de enero de 2008. También propuso celebrar un plebiscito simultáneo sobre cuándo realizar las elecciones parlamentarias, en primavera, según lo impulsaron los partidos de oposición, o a finales de 2008. También llamó al diálogo con los partidos de la oposición que, dijo, no cooperaron con la inteligencia rusa, y prometió poner fin al estado de emergencia en unos días.
Las autoridades georgianas acusaron a Patarkatsishvili, que antes se había ido a Londres, de planear un golpe. Murió el 12 de febrero de 2008 en Londres.
El 9 de noviembre de 2007, el Parlamento de Georgia, en ausencia total de legisladores de la oposición, respaldó el decreto presidencial que imponía el estado de emergencia y las restricciones a los medios de comunicación en todo el territorio de Georgia que estaría en vigor hasta finales del 22 de noviembre.
El 10 de noviembre de 2007 se reanudaron las conversaciones sobre el código electoral entre los partidos gobernante y de oposición.
El estado de emergencia a nivel nacional se levantó a las 7pm hora local del 16 de noviembre de 2007, de acuerdo con el decreto del parlamento aprobado dos días antes. Todos los medios de comunicación reanudaron la transmisión, a excepción de Imedi TV, que volvió al aire el 12 de diciembre.

### Impacto económico
Robert Christiansen, jefe de la misión del FMI en Georgia, indicó que la agitación y la incertidumbre preelectoral han minado la imagen de Georgia con los inversores, y agregó que la recuperación era posible. Añadió que "los recientes acontecimientos políticos añaden una considerable incertidumbre al volumen proyectado de importaciones para el resto de este año y 2008".
Según el primer ministro Lado Gurgenidze, durante las turbulencias de noviembre, la economía georgiana perdió casi 500 millones de dólares en inversiones potenciales.